# Ритізма кленова
Ритізма кленова (Rhytisma acerinum) — вид паразитичних аскомікотових грибів родини ритізмових (Rhytismataceae).

## Опис
Плодове тіло — строми діаметром 1-1,5 см і заввишки близько 0,1 см. За формою це опуклі чорні плями з нерівним краєм і звивисто-шорсткою або дрібнопупирчастою поверхнею, на зеленому листі мають світлу жовтувато-зелену облямівку, на жовтому і опалому листі — чисто чорні, іноді з білою окантовкою. Апотеції, що виникають весною на місці росту гриба, щілиноподібно розкриваються для викиду спор.

## Екологія
Зростає від середини липня (конідії) до пізньої осені (строми) в парках і лісах, паразитує на листі різних видів клена. Гриб викликає хворобу, що відома під назвою «чорна плямистість клена», яка стимулює раннє опадання листя. Хвороба зустрічається досить часто. Конідіальна форма починає рости у вигляді жовтуватих плям (Melasmia acerina) на верхній стороні зеленого листя з середини літа, до осені розвивається сумчаста стадія у вигляді чорних плям (строми з сумками), сумки зимують на опалому листі, весняне спороношення заражає молоде листя.